# María Vicenta Silvestra Villén del Rey
María Vicenta Silvestra Villén del Rey   (Burgos, 31 de desembre de 1871 - València, 8 de novembre de 1961) fou una pedagoga, directora de l'Escola Normal de València, també coneguda com a María Villén.
Representa l'esperit de la Institución Libre de Enseñanza a València i en els anys vint i trenta constitueix, al costat de les seves companyes, el claustre de professores més innovadores fins aleshores a València.

## Biografia
María Vicenta Silvestre Villén del Rey (María Villén) va nàixer a Burgos el 1871. Va estudiar magisteri i fou professora de Ciències Físiques i Naturals, i també de Pedagogia, a les Escoles Normals d'Àvila, Segòvia, Madrid, La Laguna (Canàries) –on desenvolupà el càrrec de secretària-, Jaén, Còrdova i Lugo, i es traslladà el 1923 com a professora numerària de Matemàtiques a l'Escola Normal de Mestres de la ciutat de València.
Estava afiliada a la Federació de treballadors de l'Ensenyament (FETE), dintre de la Unió General de Treballadors, i arribà a formar part de la directiva.
Quan es proclama la República és nomenada directora de l'Escola Normal del magisteri primari de València, des del 21 d'abril fins a la fusió de les Normals de Mestres el novembre de 1931. Torna a ser directora des de l'1 de desembre de 1932 fins al 15 de març de 1934, quan cessa en el càrrec per ordre ministerial de 8 de març de 1934. Després, per concurs obligatori de trasllat i ordre ministerial de 19 de setembre de 1934, és traslladada a Melilla, per haver estat nomenada professora de matemàtiques de l'Escola Normal del Magisteri primari, fins a l'abril de 1936.
Després del triomf del Front Popular torna a València i, per ordre ministerial de 18 d'agost de 1936 i d'acord amb el que establia el decret de 31 de juliol i ordre de 14 d'agost, és confirmada com a directora de l'Escola Normal, i pren possessió el 20 d'agost de 1936. Ocuparia aquest càrrec fins al 1939. Com a directora de la Normal, forma part com a membre del Patronat escolar dels establiments dependents de la Diputació provincial. Fou membre de la Junta Valenciana de Colonias escolares 1927, del Patronat escolar dels establiments de la Dipùtació Provincial i del Patronat de Cultura Valenciana. A més presidí el tribunal 1 de curset d'accés al Magisteri l'any 1936.
D'ideologia d'esquerres, el 21 d'abril de l'any 39 la suspengueren provisionalment d'ocupació i sou. Estigué en un camp de concentració en el nord d'Àfrica. Tornà, però, aviat a Espanya i a València viuria limitadíssima econòmicament; rebé ajuda de les seues antigues alumnes fins que va morir, en aquesta ciutat a la qual estigué tan vinculada, el 8 de novembre de 1961.